# Céline Goberville
Céline Sandrine Francine Goberville (* 19. September 1986 in Senlis) ist eine französische Sportschützin. Sie schießt mit der Luftpistole.

## Erfolge
Céline Goberville nahm an zwei Olympischen Spielen teil: bei den Olympischen Spielen 2012 in London ging sie in zwei Konkurrenzen an den Start. Mit der Sportpistole über 25 m belegte sie Rang 21, während sie mit der Luftpistole über 10 m mit 387 Punkten als Dritte der Qualifikation das Finale erreichte. In diesem schoss sie ebenso wie Olena Kostewytsch 486,6 Punkte, sodass es zum Stechen um die Silbermedaille kam, das Goberville mit einer 10,6 für sich entschied, da Kostewytsch nur eine 9,7 schoss. 2016 belegte sie in Rio de Janeiro mit der Luftpistole den zehnten Rang. Sie nahm zudem an den Europaspielen 2015 in Baku und 2019 in Minsk teil, ohne jedoch eine Medaille zu gewinnen.
Für ihren Medaillengewinn bei den Olympischen Spielen erhielt sie Ende 2012 das Ritterkreuz des Ordre national du Mérite.